# Bacavés
Bacavés o bacavès, balcavarés, cavabán o catalán-valenciano-balear son fórmulas sincréticas o compuestas para referirse al sistema lingüístico compartido por las comunidades autónomas de las Islas Baleares, Cataluña, la Comunidad Valenciana, el Principado de Andorra, así como de otros territorios de la antigua Corona de Aragón, como la franja oriental aragonesa, la ciudad sarda de Alguer o el departamento francés de los Pirineos Orientales, y así como la comarca murciana del Carche. Estas denominaciones están formadas a partir de iniciales de los tres primeros territorios mencionados, con el objetivo de definir una denominación común que recoja sus distintas modalidades idiomáticas dentro del mismo sistema lingüístico sin referencias geográficas que pudieran provocar susceptibilidades locales.
La propuesta de bacavés data de principios del siglo XX, como evolución del término balear-catalán-valenciano, a partir de las primeras sílabas de balear, catalán y valenciano, presentada por el valenciano Nicolau Primitiu Gómez Serrano en 1925, utilizando las sílabas iniciales de los tres gentilicios en orden alfabético. El término no aparecería públicamente hasta 1957. Durante los años 50 y 60, el término bacavés sería utilizado en diferentes círculos culturales pero sin que uso se generalizara. Más recientemente, en 1978 en el Manifiesto de la Lengua Cabavánica o Catalana-Valenciana-Balear en el semanario Hoja del Lunes de Palma de Mallorca, en el mensual Terres Catalanes de Perpiñán y en la revista Ponent se defendía el término cavabà, a partir de las primeras letras y sílabas de catalán, valenciano y balear, de acuerdo con el orden usado por Antoni Maria Alcover i Sureda en su Diccionari català-valencià-balear y según el número de hablantes, y con las tres a de Aragón (por la Franja de Aragón), Andorra y Alguer.
Ninguna de estas fórmulas o denominaciones ha recibido un apoyo significativo, ni en los ambientes académicos ni en los populares. En las comunidades autónomas de Cataluña y de las Islas Baleares la denominación oficial es la de catalán mientras que en la de la Comunidad Valenciana es la de valenciano. En este sentido,  los tres entes normativos con competencias en la materia en sus respectivos territorios, el Instituto de Estudios Catalanes, la Academia Valenciana de la Lengua y el Consorcio Instituto de Estudios Baleáricos, también se han pronunciado, no obstante, sin alcanzar un acuerdo. Mientras que, en su dictamen del año 2005, la AVL, sin llegar a realizar una propuesta concreta, aboga por la adopción de medidas como la habilitación de este tipo de fórmulas sincréticas o compuestas, el IEC emitió una declaración, pocos meses después de la publicación del dictamen de la AVL, en la que rechazó cualquier otra denominación que no sea catalán o lengua catalana para referirse al sistema lingüístico compartido, restringiendo el uso de valenciano sólo para la Comunidad Valenciana, y descartando cualquier versión compuesta del tipo catalán/valenciano, valenciano/catalán, catalán-valenciano, valenciano-catalán.